# Gerolf Van de Perre
Gerolf Van de Perre (Sint-Amandsberg, 11 marzo 1965) è un fumettista belga.

## Biografia
Dopo gli studi da pittore presso la Sint-Lucas School of Arts di Gand dove in seguito fu anche insegnante, tra il 1999 e il 2001 visse a Pechino dove realizzò il suo primo fumetto, Steenstof, una serie a fumetti dipinta pubblicata da Oogachtend nel 2003. Usò la stessa tecnica pittorica realizzando altri fumetti come Huishulp e Het Graf van de Keizer (2008).
Nel 2010 ha pubblicato la sua interpretazione a fumetti del poema De Aantekeningen van Malte Laurids Brigge del poeta tedesco Rainer Maria Rilke edito dalla la casa editrice Atlas. Ha poi collaborato con la scrittrice Johanna Spaey per creare "Gewonde Stad", un racconto avvincente sulla città di Lovanio nei primi giorni della prima guerra mondiale e pubblicato da De Bezige Bij Antwerpen nel 2014.